# Bahnstrecke Orlamünde–Oppurg
| Orlabahn nördlich von Pößneck (2017) |                      |                                            |                                            |
| Streckennummer (DB): | 6684                 |                                            |                                            |
| Kursbuchstrecke (DB): | 559                  |                                            |                                            |
| Kursbuchstrecke: | 160a (1934)          |                                            |                                            |
| Streckenlänge: | 15,4 km              |                                            |                                            |
| Spurweite: | 1435 mm (Normalspur) |                                            |                                            |
| Streckenklasse: | A                    |                                            |                                            |
| |                      |                                            |                                            |
| \| \| \| von Großheringen \| \| \| \| −0,5 \| Orlamünde \| Orlamünde \| \| \| \| nach Saalfeld (Saale) \| \| \| \| \| Saale \| \| \| \| 0,6 \| Freienorla \| Freienorla \| \| \| \| Orla \| \| \| \| 2,6 \| Waldhaus (Orla) \| Waldhaus (Orla) \| \| \| 5,5 \| Langenorla West (früher Langenorla) \| Langenorla West (früher Langenorla) \| \| \| \| Orla \| \| \| \| 7,4 \| Langenorla Ost (früher Kleindembach) \| Langenorla Ost (früher Kleindembach) \| \| \| 11,7 \| Pößneck unt Bf (ehem. Bf, früher Jüdewein) \| Pößneck unt Bf (ehem. Bf, früher Jüdewein) \| \| \| \| von Probstzella \| \| \| \| 14,9 \| Oppurg \| Oppurg \| \| \| \| nach Leipzig-Leutzsch \| \| \| \| \| \| \| \| Quellen: [1] \| \| \| \| |                      |                                            |                                            |
| Strecke |                      | von Großheringen                           | von Großheringen                           |
| Bahnhof | −0,5                 | Orlamünde                                  | Orlamünde                                  |
| Abzweig geradeaus und nach rechts |                      | nach Saalfeld (Saale)                      | nach Saalfeld (Saale)                      |
| Brücke über Wasserlauf |                      | Saale                                      | Saale                                      |
| Haltepunkt / Haltestelle | 0,6                  | Freienorla                                 | Freienorla                                 |
| Brücke über Wasserlauf |                      | Orla                                       | Orla                                       |
| ehemaliger Haltepunkt / Haltestelle | 2,6                  | Waldhaus (Orla)                            | Waldhaus (Orla)                            |
| Haltepunkt / Haltestelle | 5,5                  | Langenorla West (früher Langenorla)        | Langenorla West (früher Langenorla)        |
| Brücke über Wasserlauf |                      | Orla                                       | Orla                                       |
| Haltepunkt / Haltestelle | 7,4                  | Langenorla Ost (früher Kleindembach)       | Langenorla Ost (früher Kleindembach)       |
| Haltepunkt / Haltestelle Streckenanfang und quer · Abzweig nach rechts und ehemals von rechts | 11,7                 | Pößneck unt Bf (ehem. Bf, früher Jüdewein) | Pößneck unt Bf (ehem. Bf, früher Jüdewein) |
| Abzweig ehemals geradeaus und von rechts |                      | von Probstzella                            | von Probstzella                            |
| Bahnhof | 14,9                 | Oppurg                                     | Oppurg                                     |
| Strecke |                      | nach Leipzig-Leutzsch                      | nach Leipzig-Leutzsch                      |
| |                      |                                            |                                            |
| Quellen: |                      |                                            |                                            |

Die Bahnstrecke Orlamünde–Oppurg (auch: Orlabahn) ist eine Nebenbahn in Thüringen. Sie zweigt in Orlamünde von der Saalbahn ab und führt im Tal der Orla nach Pößneck. Bis 1946 bestand eine Fortführung nach Oppurg an der Bahnstrecke Leipzig–Probstzella.

## Geschichte
Die 11,7 Kilometer lange Strecke, die in Orlamünde von der Saalbahn abzweigt und heute nur noch zum unteren Bahnhof von Pößneck betrieben wird, wurde am 1. Oktober 1889 bis zu diesem Bahnhof eingeweiht.

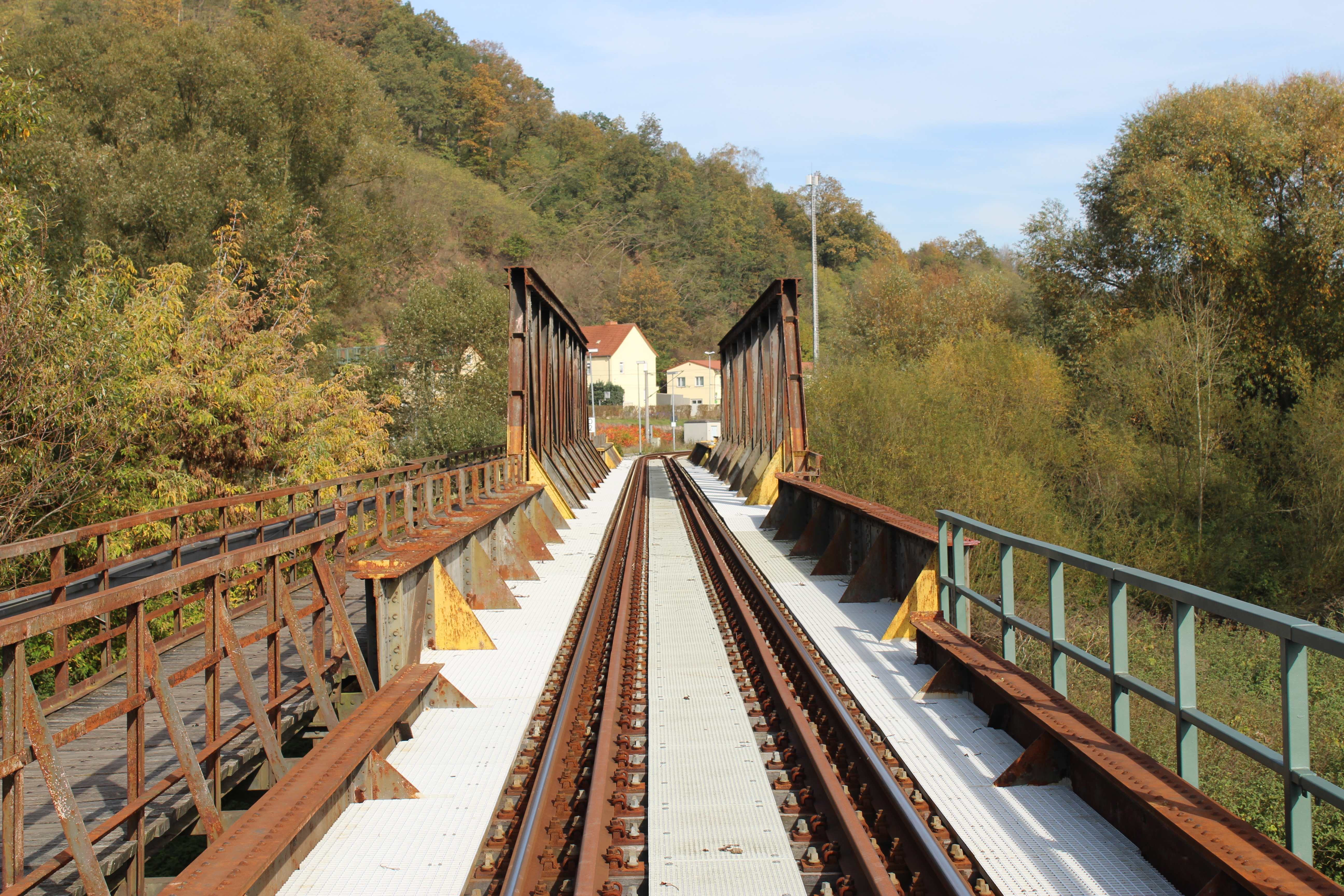
Orlabahn-Brücke in Orlamünde (2017)

Als zweiter Abschnitt folgte die 3,2 Kilometer lange Verbindung von Pößneck unt Bf nach Oppurg, die 1892 eröffnet und 1946 wieder eingestellt wurde. Jener Streckenteil wurde nach dem Krieg als Reparationsleistung für die Sowjetunion abgebaut.
Für den Bau der Strecke waren mehrere Brückenbauten erforderlich. Markantestes Bauwerk ist die 84 Meter lange Saalebrücke zwischen Orlamünde und Freienorla, daneben wurde auch der namensgebende kleine Fluss Orla mehrmals gequert. Im Stadtgebiet von Pößneck wurde auf dem Oppurger Streckenast die Straße Pößneck–Neustadt (Orla) überbrückt.

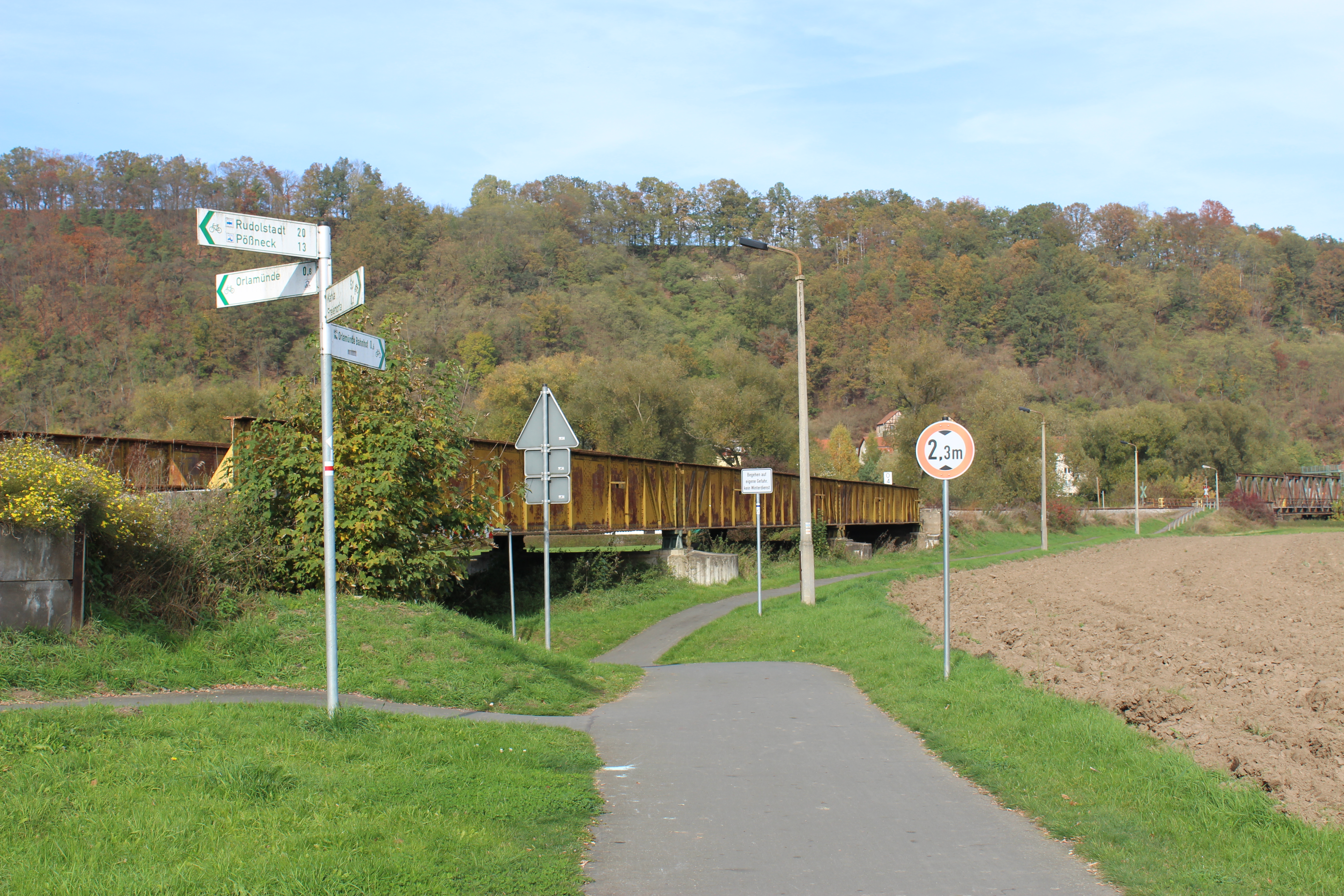
Brücke in Freienorla (2017)

Im Jahre 1979 erhielt Pößneck unterer Bahnhof mit einem EZMG-Stellwerk zeitgemäße Sicherungstechnik mit Lichtsignalen, die bis 2002 in Betrieb waren.

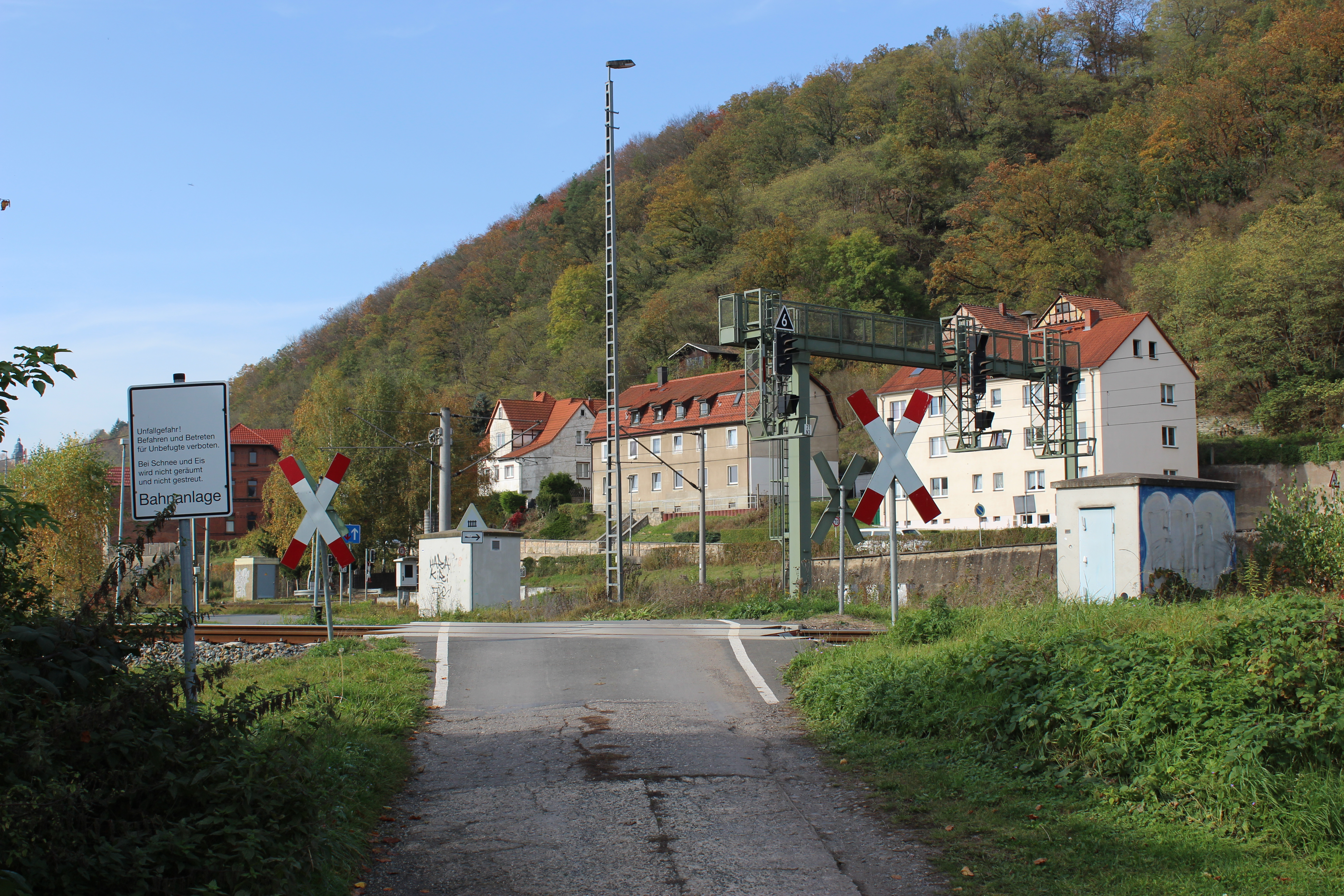
Bahnübergang in Orlamünde (2017)

Die heutige Reststrecke erhielt 1999/2000 eine Grundsanierung, so dass die Wiederinbetriebnahme zur Landesgartenschau Pößneck 2000 erfolgen konnte. Dabei erhielten alle Haltepunkte befestigte Standard-Bahnsteige, alle noch wärterbedienten Bahnübergänge wurden auf zugbedienten Betrieb umgestellt. Alle Weichen und Nebengleise wurden entfernt, so dass es sich bei der Gesamtstrecke jetzt faktisch um ein Bahnhofsgleis von Orlamünde handelt. Zugkreuzungen sind nicht mehr möglich, es befindet sich dementsprechend immer nur ein Zug auf der Strecke. In den auf die Sanierung folgenden Jahren wurde der Stundentakt eingeführt; seit dem Fahrplanwechsel 2001 werden die Züge bis Jena Saalbahnhof durchgebunden.

## Fahrzeuge und Betrieb

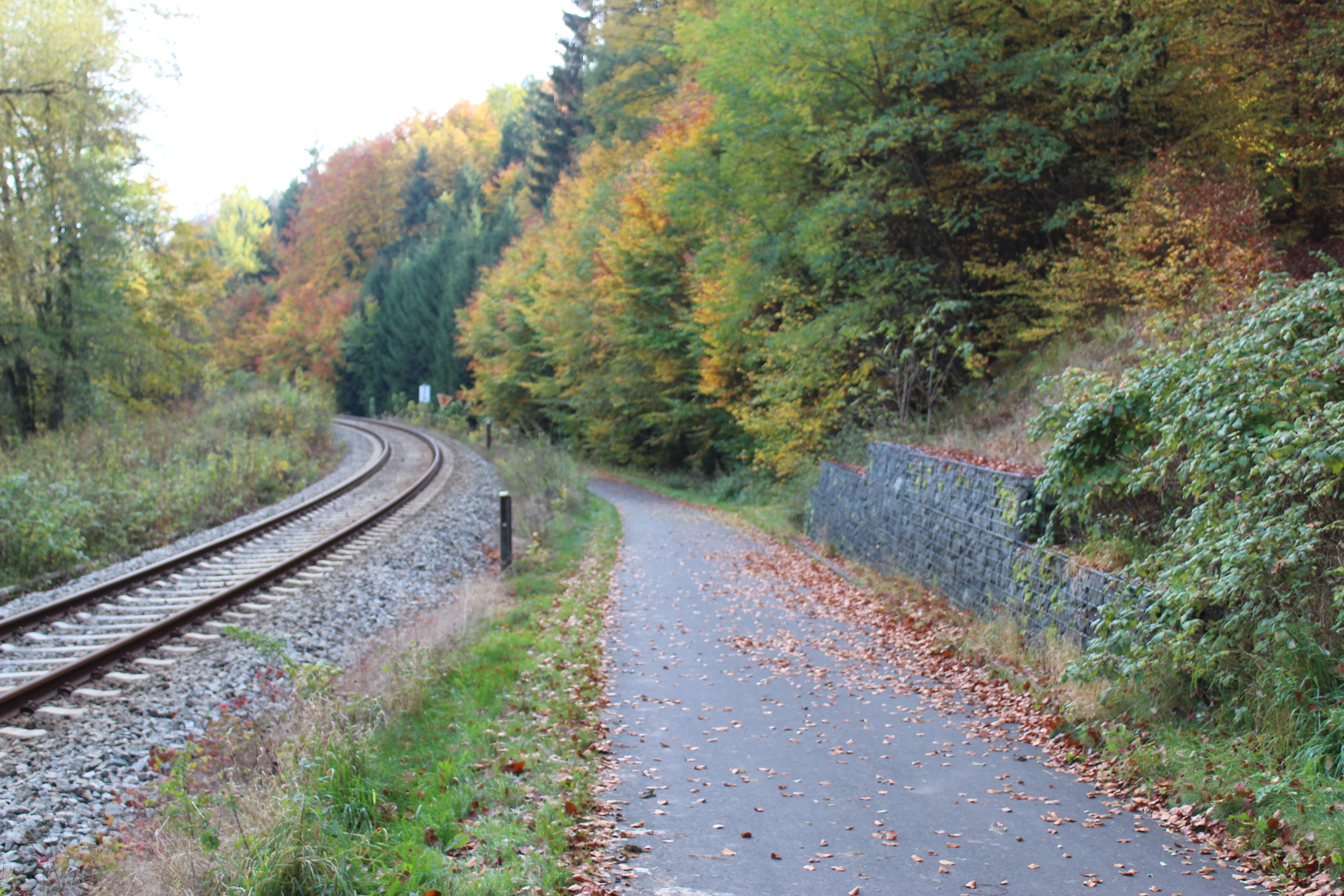
Strecke nördlich von Langenorla (2017)

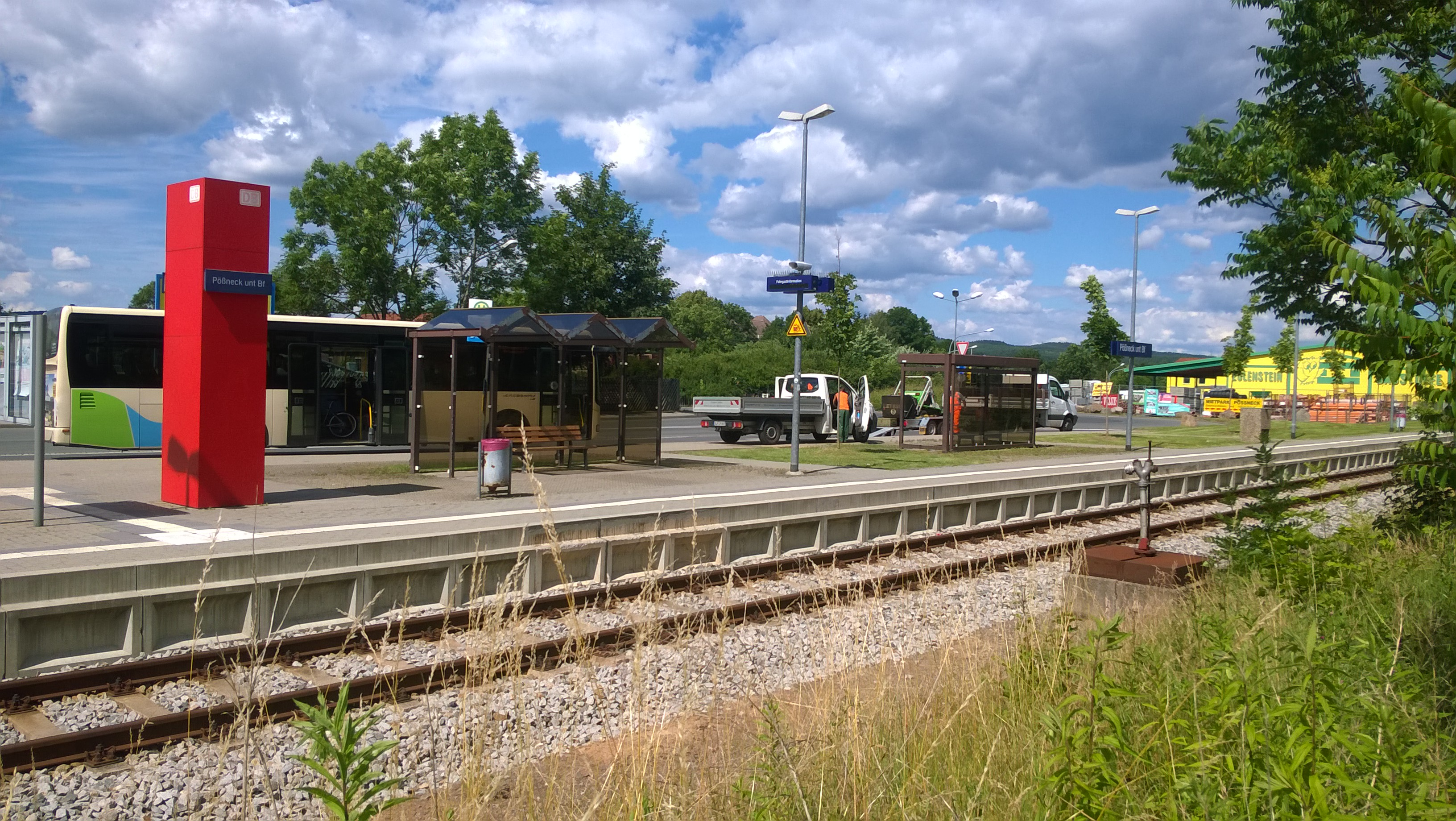
Verknüpfungsstelle Bus und Bahn (2016)

Auf der typischen Nebenbahn verkehrten nach dem Ende der Dampflok-Ära bis zum Ende der DDR Dieselloks der Baureihe 110, meist mit zwei- oder dreiachsigen Rekowagen oder später vierachsigen Rekowagen, daneben auch die Baureihe 106.
Nach der Wende in der DDR wurden dann auch die durch den Verkehrsrückgang in höherwertigen Diensten freiwerdenden Dieselloks der Baureihe 119 mit noch recht neuen DR-Abteilwagen oder älteren DB-Wagen eingesetzt.
Im Güterverkehr wurden zuletzt hauptsächlich Holz aus den ausgedehnten Wäldern entlang der Strecke transportiert, weiterhin Kohle für Heizzwecke nach Pößneck und bis etwa 1991 verkehrten noch Personenzüge mit Güterbeförderung, die im Bahnhof Langenorla-West sogar teils mit Fahrgästen an Bord rangierten. Daraus ergaben sich noch 1991 Fahrzeiten bis zu 36 Minuten (zum Vergleich: 2016 noch 17 Minuten). Zahlreichen Fotos aus der Zeit nach 2000 ist zu entnehmen, dass neben Triebwagen der Baureihe 628 auch solche der Baureihe 642 verkehrten. Seit 2012 werden Triebwagen des Typs „Regioshuttle“ eingesetzt.

## Betreibergesellschaften
Zunächst gehörte die Strecke zur privaten Saalbahn, bis diese 1895 von der preußischen Staatsbahn übernommen wurde.
Seit Gründung der Deutschen Reichsbahn im Jahre 1920 wurde die Linie von dieser Staatsbahn betrieben, bis sie 1994 in der Deutschen Bahn AG aufging. 
Nach Vergabe der Verkehrsleistungen im Wettbewerbsverfahren wird der SPNV seit 2012 von der Erfurter Bahn durchgeführt.

## Museales/Historisches
- Im Empfangsgebäude der Station Langenorla Ost / Kleindembach befand sich bis 2018 das Orlabahnmuseum.[6][7]
- Das ehemalige Dienstgebäude des Haltepunktes Freienorla steht unter Denkmalschutz.[8]
- An der Brücke über die Neustädter Straße in Pößneck befand sich bis zu deren Abriss der Schriftzug Wählt Thälmann, der die Zeit überdauerte und in der DDR gepflegt wurde.[9]